# Headcrash
Headcrash byla hudební skupina hrající crossover metalu, hardcore a elektroniky. Byla založena v roce 1993 v německém Pirmasens. V roce 1994 hráli na Crosstown Traffic festivalu v Praze. V tomtéž roce během nahrávání alba „Direction of Correctness“ jeden se zakládajících členů Fritz Weber spáchal sebevraždu.
18. srpna 1996 a 22. srpna 1998 hráli na Bizzare festivalu v německém Kölnu. Vystoupili ještě dvakrát v Praze v klubu Bunkr v roce 1994 a 1995.

## Členové
- Allen Wright (Zpěv)
- Shane Cooper (Zpěv)
- Herwig Meyszner (Kytara), baskytara) / také Wedding Tackle
- Roger Ingenthron (Kytara) / také Spermbirds
- Otto van Alphen (Baskytara)
- Ulrich Franke (Klávesy), sampler)
- Fritz Weber (Klávesy), sampler)
- Nico Berthold (bicí)
- Matthias Liebetruth (bicí)

V roce 94 či 95 také hráli v Kopřivnici v rockovém klubu Nora.
Headcrash vystoupili 4. 11. 1994 v Kulturním domě v Kopřivnici. Koncert pořádal klub Nora a navštívilo ho přibližně 500 fanoušků.
https://web.archive.org/web/20090420141457/http://noraclub.cz/data/archiv.html

## Diskografie
- 1993 - „Scapegoat“ (EP/Toth Omog)
- 1994 - "Direction of Correctness (East West/Time Warner)
- 1996 - „Overdose on Tradition“ (East West/Time Warner)
- 1998 - „Lifeboat“ (Sony)
- 2005 - „Cranium“ (Rookie Records)